# Pat Symonds

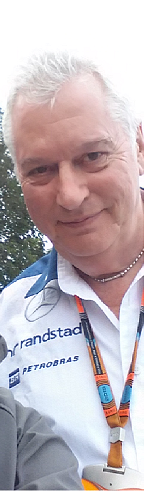
Pat Symonds

Patrick Bruce Reith „Pat“ Symonds (* 11. Juni 1953 in Bedford, England) ist ein britischer Motorsportingenieur und -manager. Bekannt wurde er durch leitende Positionen bei den Formel-1-Rennställen von Benetton und Renault, u. a. als Renningenieur von Rekordweltmeister Michael Schumacher. Er übte die Funktion des Chefingenieurs beim Renault F1 Team aus, als er diese infolge der sogenannten „Crashgate-Affäre“ im September 2009 aufgeben musste.

## Leben
Nach der Zeit als Designer für zwei Hersteller von Chassis für die britische Formel Ford, arbeitete er ab 1981 für das Formel-2-Projekt von Toleman Motorsport. Ein Jahr später folgte er dem Team in die Formel 1, das Ende 1985 vom italienischen Kleiderfabrikanten Benetton übernommen und in Benetton Formula One umbenannt wurde.
Symonds kam zwar aus dem Bereich Forschung und Entwicklung, konzentrierte sich jedoch ab 1984 auf die Arbeit als Renningenieur. 1984 arbeitete er bei Toleman mit Ayrton Senna und verhalf später bei Benetton Michael Schumacher zu seinen ersten zwei WM-Titeln 1994 und 1995. Später stieg Symonds zum leitenden Ingenieur auf. Diese Funktion behielt er auch nach der Übernahme des Benetton-Teams durch Renault im Jahr 2001.
Dort arbeitete Symonds hauptsächlich an den Rennwagen. Als Chefingenieur plante und leitete er die Rennwochenenden, berechnete die Rennstrategien der Fahrer, legte die Grundrichtung der Setups fest, beobachtete die Arbeit bei Testfahrten und stand in Kontakt mit den Vertretern der obersten Motorsportbehörde FIA.
Symonds besuchte die Gresham’s School in Norfolk. Er ist Absolvent und Dozent der Universität Cranfield und Ehrenpräsident der Cranfield University Motorsport Alumni Association (CUMAA), die als Kaderschmiede britischer Mechaniker und Ingenieure im Motorsport gilt.
Am 16. September 2009 stellte Symonds im Zuge der sogenannten „Crashgate“-Affäre rund um einen absichtlich herbeigeführten Unfall des Renault-Piloten Nelson Piquet jr. beim GP von Singapur im Jahr 2008, der den zweiten Renault-Piloten Fernando Alonso begünstigte, seinen Posten bei Renault zur Verfügung. Am 21. September 2009 wurde Symonds durch die FIA mit einer fünfjährigen Sperre für alle FIA-Veranstaltungen belegt. Renault wurde auf Bewährung verurteilt, bei einem weiteren ähnlichen Verstoß drohte eine Sperre bis Ende 2011.
Am 5. Januar 2010 wurde die Sperre von einem französischen Gericht aufgehoben. Zur Begründung gab das Gericht an, dass die Sperre aufgrund der schwachen Beweislage irregulär gewesen sei. Das Gericht sprach Symonds eine Entschädigung von 5.000 Euro zu. Der Automobil-Weltverband FIA kündigte umgehend an, gegen dieses Urteil möglicherweise in Berufung zu gehen. Am 12. April 2010 einigten sich die zerstrittenen Parteien. Die FIA hob die Sperre auf. Dies ermöglicht Symonds und Briatore, ab 2013 wieder eine verantwortliche Position in der Formel 1 zu übernehmen. Dafür verzichten sie auf alle juristischen Forderungen und Schritte gegen die FIA. Bis Ende 2012 durften sie keinen Posten in der Formel 1 übernehmen. Nach Angaben der FIA haben Briatore und Symonds die Verantwortung für den absichtlichen Crash übernommen, sich entschuldigt und ihr Bedauern über den Vorfall zum Ausdruck gebracht.
Ab 2011 war Symonds als externer Berater für Marussia-Virgin tätig, da er zu dieser Zeit offiziell noch nicht wieder im Formel-1-Umfeld arbeiten durfte. Zu Beginn der Saison 2013 übernahm er dann die Funktion des Technikchefs. Doch bereits am 16. Juli 2013 trennten sich Marussia und Symonds. Noch am selben Tag wurde bekannt, dass er als Nachfolger von Mike Coughlan ebenfalls als Technikchef bei Williams unter Vertrag genommen wurde. Im Dezember 2016 endete Symonds Engagement bei Williams.